# Bébé jardinier
Pour plus de détails, voir Fiche technique et Distribution.
Bébé jardinier est un film muet français réalisé par Louis Feuillade sorti en 1912.

## Fiche technique
- Réalisation : Louis Feuillade
- Société de production : Société des Établissements L. Gaumont
- Pays de production : France
- Format : Muet - Noir et blanc - 1,33:1 - 35 mm
- Métrage : 123 m
- Durée : 4 minutes
- Genre : Comédie
- Date de sortie : 
  - France : juin 1912

## Distribution
- René Dary : Bébé
- Marie Dorly
- Paul Manson